# Casanova (filme)
Casanova (bra/prt: Casanova) é um filme norte-americano de 2005, do gênero comédia histórico-romântica, dirigido por Lasse Hallström, com roteiro de Jeffrey Hatcher, Kimberly Simi e Michael Cristofer.

## Sinopse
Casanova, pela primeira vez na vida, encontra uma mulher que o rejeita. Ela é a bela veneziana Francesca Bruni e, para conquistá-la, Casanova usa os mais variados disfarces e estratégias, colocando em jogo sua reputação e até mesmo a sua vida.

## Elenco
- Heath Ledger .... Casanova
- Sienna Miller .... Francesca Bruni
- Jeremy Irons .... Pucci
- Oliver Platt .... Paprizzio
- Lena Olin .... Andrea
- Omid Djalili .... Lupo
- Stephen Greif .... Donato
- Ken Stott .... Dalfonso
- Helen McCrory ....  mãe de Casanova
- Leigh Lawson ....  Tito
- Charlie Cox ....  Giovanni Bruni
- Natalie Dormer .... Victoria
- Adelmo Togliani .... Fulvio
- Lidia Biondi .... avó de Casanova
- Eugene Simon .... Casanova aos 11 anos
- Robert Levine .... Cardeal Lopresta
- Lauren Cohan .... irmã Beatrice
- Danielle Baker .... irmã Magdalene